# بعد از پایان
بعد از پایان یکی از رمان‌های فریبا وفی است که در سال ۱۳۹۲ منتشر شد.این کتاب از داستن های معاصر ایران با ژانر فمینیسم و مهاجرت است.این اثر که به گفته‌ی خود نویسنده در طی ۲ سال طول کشیده ساخته شده.کتاب دارای پیرنگ ساده و پیچیده‌ای نیست اما با روایت های منقطع و خاطرات پراکنده.
خلاصه‌ی داستان بر این مفهموم است که رؤیا» راوی داستان است که به خواهرزاده‌اش «آیسان» قول می‌دهد مهمانش «منظر» را که از سوئد می‌آید به تبریز ببرد. رؤیا سه روز از کارش مرخصی می‌گیرد. با ماشین رؤیا راهی تبریز می‌شوند. رؤیا در راه به یاد گذشته‌‌های بچگی و نوجوانی خودش در شهر تبریز می‌افتد. خاطرات پدر و مادر و مادربزرگش و خواهر بزرگترش فاطمه برایش تداعی می‌شود. بعضی از خاطره‌هایش را برای منظر تعریف می‌کند. در راه در چند جا برای خرید و خوردن غذا توقف می‌کنند. منظر دفتر کوچکی همراه خود دارد که سخن بزرگان و ضرب‌المثل‌ها و نشانی جاها و بعضی از اسامی ‌‌را در آن یاداشت کرده است که گاهی به مناسبت از آن می‌خواند. منظر به رؤیا می‌گوید برای پیدا کردن دوبارة دوستان قدیمی به تبریز می‌رود. ناگهان رؤیا به یاد صمیمی‌ترین دوست نوجوانی‌اش نسرین می‌افتد. نسرین هم دختری از خانوادة فقیر بود که پنج خواهر داشت و شغل پدرش خیاطی بود. نسرین و رؤیا نمی‌خواستند مثل بقیة زن‌ها معمولی باشند به کتاب خواندن روی می‌آورند و در کتابخانه با پسری از فامیل‌‌های دور نسرین آشنا می‌شوند که رؤیا آن را فامیل دور می‌نامد، پسری اهل مطالعه که اطلاعات خود را به رخ رؤیا و نسرین می‌کشد. بعد از مدتی نسرین عاشق فامیل دور می‌شود. رؤیا در مهدکودک کار پیدا می‌کند. نسرین نیز در شرکتی کار پیدا می‌کند و منشی می‌شود. نسرین و رؤیا عصرها بعد از کار با هم به پیاده‌روی می‌روند و به رؤیا‌هایشان فکر می‌کنند. میانة فامیل دور و نسرین تیره می‌شود و از بین می‌رود.
بعد از هفده سال، فامیل دور به نسرین زنگ می‌زند دوباره با هم ارتباط پیدا می‌کنند تا آنکه برای دیدنش به ترکیه می‌رود او را می‌بیند و برمی‌گردد. بعد از آن به کلی از هم فاصله می‌گیرند. مادر رؤیا می‌میرد و فاطمه گوشه‌گیر می‌شود؛ مادر بزرگ به خانة عموی رؤیا می‌رود و بعد از مدتی فاطمه با داریوش ازدواج می‌کند و رؤیا نیز به تهران می‌رود در یک واحد آپارتمانی به تنهایی زندگی می‌کند. منظر نیز در راه برای رؤیا تعریف می‌کند که وقتی به سوئد می‌رود با اتی آشنا می‌شود. اتی او را به خانة خود می‌برد، برایش کار پیدا می‌کند و دلداریش می‌دهد. سپس منظر را با «اسد» آشنا می‌کند. اسد تبریزی است اما در سوئد راننده تاکسی است. آشنایی اسد و منظر به عاشقی می‌کشد رابطة منظر و اتی بعد از آن از هم گسیخته می‌شود. اسد و منظر مدتی با هم دوست می‌شوند بعد از هم جدا می‌شوند. روزی اسد، آیسان را از فرودگاه سوار می‌کند وقتی متوجه می‌شود ایرانی و تبریزی است شمارة خود را به آیسان می‌دهد. اسد، چندی بعد آیسان و منظر را با هم آشنا می‌کند از آن پس رفت و آمد پیدا می‌کنند. رؤیا و منظر در تبریز به خانة فاطمه یعنی مادر آیسان می‌روند. منظر می‌گوید به تبریز آمده است که خانوادة اسد را ببیند. به دیدن خانوادة اسد می‌رود و با آنان صحبت می‌کند و از ماجراهایی که میان آنان گذشته آگاه می‌شود. سر قبر پدر و مادر اسد هم می‌رود. به دیدن نسرین دوست قدیم رؤیا هم می‌روند و به تهران باز می‌گردند.
در این کتاب شخصیت های <<فاطمه>> و <<مادرش>> همچنین <<فامیل دور>> با << اسد>> بشدت نزدیک بهم دارند. 

## محتوا
این رمان به محتوا و درون مایه‌ی مشکلات زنان و ادبیات معاصر زنانه پرداخته که با حضور شخصیت های پی در پی زنان است همچنین با سطحی و ساده شمردن مردهای داستان میتونیم این رمان رو در ذیل ادبیات زنانه راه دهیم.
بصورت کمرنگ با دو چشم ادبیات مهاجرت هم برمی‌خوریم به مانند شخصیتی مثل <<فامیل دور>> که دنبال مهاجرت است و یا <<اسد>>ی که در سوئد هست.
کتاب پر از نرسیدن های بسیاری مخصوصا برای <<رؤیا>> هست که از همه طرفی آسیب دیده و به هیچ چیز قابل قبولی دست نیافته.

## شخصيت ها
رؤیا: شخصیت اصلی داستان 
فاطمه: خواهر رؤیا و بشدت رابطه‌ی نزدیکی با مادرش دارد 
آیسان: رابطه‌ی نزدیکتری با خاله اش دارد تا مادرش برای همین او است که منظر را به رؤیا معرفی میکند 
منظر: معشوقه اسد که در پی حل اختلافات خانوادگی اسد به تبریز می‌آید و توسط آیسان به رؤیا معرفی می‌شود که از تهران بسوی تبریز می‌روند 
اسد: مرد دلسوز داستان که از یکطرف به آتی و از طرف دیگر به مشکلات قدیمی خانواده اش و طرف بعدی به مشکلات منظر و مریم ختم می‌شود 